# Čaj Longdžing
Čaj Longdžing (poenostavljeno kitajsko: 龙井茶; tradicionalno kitajsko: 龍井茶; pinjin: lóngjǐng chá; Cantonese Yale: lung4 jeng2 cha4 kantonščina Yale: lung4 jeng2 cha4; standardna mandarinščina [lʊ̌ŋ.tɕìŋ.ʈʂʰǎ]), včasih imenovan tudi z dobesednim prevodom imena Čaj Zmajev vodnjak, je vrsta na ponvi praženega zelenega čaja z območja vasi Longdžing v Hangdžovu v provinci Džedžjang na Kitajskem. Prideluje se večinoma ročno in slovi po svoji visoki kakovosti, zaradi česar si je prislužil naziv Znani kitajski čaj.

## Hranilne informacije
Čaj Longdžing vsebuje vitamin C, aminokisline in, tako kot večina finejših kitajskih zelenih čajev, ima visoke koncentracije katehinov.

## Okoljske zahteve za rast

### Voda
Skupna vsebnost vode v čajnih rastlinah je 55 %–60 %, vsebnost vode v novih poganjkih pa je kar 70 %–80 %. Med obiranjem čaja zato nenehno rast novih poganjkov potrebuje stalno oskrbo z vodo. Zato čajevci Longdžing potrebujejo več vode kot navadna drevesa. Domneva se, da sta bila rast in razvoj čajevcev najbolj primerna, ko je bila letna količina padavin 2000–3000 mm, povprečna mesečna količina padavin v čajni sezoni 200–300 mm, relativna vlažnost zraka 80 %–90 % in zmogljivost zadrževanja vode v tleh 70 %–80 %.

### Temperatura
Povprečna letna temperatura, primerna za čajevce, je nad 13 °C, povprečna mesečna temperatura v rastni sezoni čajevcev pa ni nižja od 15 °C. Najprimernejša temperatura za rast čaja Longdžing je med 10 °C in 20 °C. Rast novih poganjkov se najprej pospeši z naraščajočo temperaturo zraka, ko pa temperatura zraka preseže 35 °C, se rast čajevcev zavira.

### Svetloba
Čaj Longdžing je občutljiv na svetlobo in odporen na senco. Prepovedano ga je usmerjati svetlobo, temveč le prilagajati določeni ravni sončne svetlobe. 90 % ~ 95 % suhe snovi v organizmih čajevca se sintetizira s fotosintezo, ki se lahko izvaja le pod sončno svetlobo. Veje s slabimi svetlobnimi pogoji se razvijejo šibko. Popolnoma osvetljene listne celice so tesno razporejene, epidermalne celice so debelejše, listi so debelejši in čvrstejši, barva listov je relativno temna in sijoča, kakovostne komponente pa so bogate.

## Prednosti pridelave v Hangdžovu
Džjabin Vang je strokovnjak za raziskave čaja na oddelku za kmetijstvo province DžeDžjang. Po letih raziskav je ugotovil, da so temperatura, svetloba, relativna vlažnost, padavine in drugi pogoji v območju 28°~32° severne zemljepisne širine zelo primerni za rast čajevcev Longdžing in so najprimernejše območje za sajenje čaja. Jugozahodno območje Zahodnega jezera je v sredini zemljepisne širine, 30°04′~30°20′ severne zemljepisne širine. V Hangdžovu je sončno sevanje šibko, padavin je več, temperature pa nižje. Zlasti območja okoli Zahodnega jezera so znana po blagem, zmernem in pogosto deževnem podnebju, kar ustvarja popoln terroir za maksimiranje okusa. V sezoni obiranja (najboljše obdobje obiranja čaja Zahodnega jezera Longdžing je od konca marca do aprila, podnebje pred in po obiranju pa ima ključni vpliv na kakovost čaja, vključno s hranilno vrednostjo, čajnimi polifenoli in vsebnostjo aminokislin) je lokalna temperatura v osnovi med 10 °C in 20 °C, zaradi česar so čajni popki čaja Zahodnega jezera Longdžing, obrani v tem času, manjši in višje kakovosti. Čaj Zahodnega jezera Longdžing je posajen v okolici Zahodnega jezera, blizu reke Čjantang, kjer je lokalna vlažnost zraka visoka in ima relativno nizko sončno sevanje, kar je najboljši pogoj za rast čaja Longdžing. Zaradi te podnebne prednosti je raven aminokislin v čaju Zahodnega jezera Longdžing visoka, raven čajnih polifenolov pa nizka, kar ustvarja njegovo visoko hranilno vrednost in svež okus.

## Kakovost
Longjing je razdeljen na šest stopenj: vrhunska in nato od 1 do 5. Napolnjeni listi so dober pokazatelj kakovosti, ki jo zaznamujeta zrelost in enakomernost poganjkov, pobranih za predelavo. Visokokakovostni čaji Longdžing dajejo nežne, cele liste, ki so enakomernega videza. Sorte nižje kakovosti se lahko po namakanju razlikujejo po barvi od modrikaste do temno zelene. Pred namakanjem imajo visokokakovostni čaji Longdžing zelo tesno, ploščato obliko in svetlo zeleno barvo. Študija Vanga in Ruana (2009) je pokazala, da je eden od vidikov zaznane nizke kakovosti čajev Longdžing višja koncentracija klorofila, ki povzroča temnejšo zeleno barvo. Študija je pokazala, da koncentracije prostih aminokislin in teanina pozitivno prispevajo k temu, kar se zaznava kot dober okus.

## Legende
V dinastiji Čing je cesar Kangši podelil čaju Longdžing status Gong Ča ali cesarski čaj. Po legendi je vnuk cesarja Kangšija, cesar Čjanlong, med enim od svojih slavnih počitnic obiskal Zahodno jezero.
Odpravil se je v tempelj Hu Gong pod goro Levji vrh (Ši Feng Šan) in prejel skodelico čaja Longdžing. Pred templjem Hu Gong je bilo 18 čajnih grmov. Cesar Čjanlong je bil tako navdušen nad tukaj pridelanim čajem, da je tem 18 čajnim grmom podelil poseben cesarski status. Drevesa še vedno živijo in čaj, ki ga pridelujejo, se vsako leto prodaja na dražbi po višji ceni na gram kot zlato. Obstaja še ena legenda, ki povezuje cesarja Čjanlonga s čajem Longdžing. Pravijo, da je med obiskom templja opazoval dame, ki so nabirale čaj. Bil je tako očaran nad njihovimi gibi, da se je odločil, da sam poskusi. Med nabiranjem čaja je prejel sporočilo, da je njegova mati, cesarica vdova Čongčing, bolna in da si želi, da bi se takoj vrnil v Peking. Liste, ki jih je nabral, je pospravil v rokav in se takoj odpravil v Peking. Po vrnitvi je takoj obiskal svojo mamo. Opazila je vonj listov, ki so prihajali iz njegovih rokavov in ji ga je takoj dal skuhati. Pravijo, da je bila oblika čaja Longdžing zasnovana tako, da posnema videz sploščenih listov, ki jih je cesar skuhal za svojo mater.
Longdžing, kar dobesedno pomeni zmajev vodnjak, naj bi dobil ime po vodnjaku, ki vsebuje relativno gosto vodo, in po dežju lažja deževnica, ki plava na njegovi površini, včasih kaže vijugasto in zavito mejo z vodo iz vodnjaka, kar naj bi spominjalo na gibanje kitajskega zmaja.
Legenda pravi tudi, da je za doseganje najboljšega okusa Longdžinga treba uporabiti vodo iz vrelca Sanje o tigru, znanega vrelca v Hangdžovu. Kakovost vode v vrelcu se zdaj zagotovo zelo razlikuje od nekoč. Čaj je dobil ime po istoimenskem Zmajevem vodnjaku, ki je v bližini vasi Longdžing.

## Avtentični Longdžing
Obstajajo različne definicije Longdžinga; vendar je splošna definicija, da mora avtentični Longdžing vsaj prihajati iz province Džedžjang na Kitajskem, pri čemer najbolj konzervativna definicija omejuje vrsto na različne vasi in plantaže na območju Zahodnega jezera v Hangdžovu. Lahko ga opredelimo tudi kot kateri koli čaj, pridelan v okrožju Šihu.. Velika večina čaja Longdžing na trgu pa v resnici ni iz Hangdžova. Mnogi od teh neavtentičnih čajev Longdžing se pridelujejo v provincah, kot so Junan, Guidžov, Sečuan in Guangdong. Vendar pa lahko verodostojni prodajalci včasih zagotovijo etikete proti ponarejanju ali odkrito izjavijo, da čaj ni iz Džedžjanga. Nekateri pridelovalci čaja vzamejo sveže čajne liste, pridelane v provincah Junan, Guidžov in Sečuan, in jih obdelajo s tehnikami čaja Longdžing; nekateri trgovci pa mešajo majhno količino visokokakovostnega čaja z nizkokakovostnim in ga prodajajo kot drag visokokakovostni čaj.
Avtentični čaj Longdžing je sladkega, mehkega in zaokroženega okusa. Nekatere sorte so izrazito rastlinske in travnate, druge pa imajo pridih pečenega kostanja in masla.
Sorta doda še eno plast kompleksnosti oblikovanju cen. Samo v provinci Džedžjang je skoraj dva ducata mikro sort. Staro drevo (čunti) in št. 43 sta najbolj cenjeni in najdražji, z izrazitimi aromami in okusi. Vuniudzao, imenovan tudi zgodnji Longdžing, je ena najzgodnejših letin in ima sorazmerno lahek in subtilen okus.
Tudi dobro izurjeno oko včasih ne more razločiti vseh sort in virov. Zato lahko številni poceni ponaredki zavedejo najbolj obveščene potrošnike. Vendar pa bi morali biti sposobni opaziti nekatere razlike, če primerjamo videz, vonj in alkohol različnih sort drug ob drugem.

## Postopek pridelave
Kot večina drugih kitajskih zelenih čajev se tudi listi čaja Longdžing pražijo zgodaj med predelavo (po obiranju), da se ustavi naravni proces oksidacije, ki je del ustvarjanja črnih in oolong čajev. Delovanje teh encimov se ustavi z 'žganjem' (segrevanjem v ponvah) ali s parjenjem listov, preden se popolnoma posušijo. Tako kot drugi zeleni čaji (in beli čaji) listi čaja Longdžing minimalno oksidirajo. Ko se namakajo, čaj dobi rumeno-zeleno barvo.

### Čas obiranja
Obiranje čaja Longdžing iz Zahodnega jezera ima tri značilnosti: zgodnje, nežno in skrbno.

### Longjing pred Čingmingom
Vrhunski čaj Longdžing, ki se prideluje v zgodnji sezoni in je znan kot Ming Čjan ali Pred-Čingming (ali Pred Čing Ming), zahteva, da se pridela iz prvih spomladanskih poganjkov pred festivalom Čingming, ki je vsako leto (približno) 5. aprila. V skladu s kitajskim kmetijskim koledarjem, ki je državni praznik med 1. in 4. aprilom, dežuje. Po dežju se temperatura segreje, zaradi česar čajevec hitreje raste. Ko čajni popek postane prevelik, začne izgubljati kompleksnost okusa, zato velja čaj obran pred Čingminga za najboljši.

### Guju (Žitni dež)
Čaj, obran pred prihodom žitnega dežja sredi aprila, je prav tako precej dober in se imenuje čaj Jučjan.

### Sušenje po obiranju
Čaj Longdžing po obiranju potrebuje približno pol dneva, da se posuši na bambusovem situ in se razprostre na debelino približno 2 cm. To lahko zmanjša okus trave v čajnih listih, zagotovi vlago, ki ustreza zahtevam cvrtja, okrepi aromo čaja, zmanjša grenkobo in trpkost, poveča vsebnost aminokislin, izboljša svežino in prepreči, da bi se novi čaj med preženjem zgrudil.

### Praženje
Odstranjevanje vode (杀青), znano tudi kot zeleni lonec (绿锅), je postopek odstranjevanja vode in predhodnega oblikovanja. Ko temperatura lonca doseže 80 ~ 100 °C, vanj dajo približno 100 gramov razprtih listov in jih pražijo z rokami. Vedno se začne s prijemanjem in stresanjem. Ko iz čajnih listov izgine določena količina vode, je treba postopoma spremeniti tehniko v stiskanje, stresanje in metanje za predhodno oblikovanje. Tlak se spremeni iz lahkega v močnega, da se doseže namen ravnanja v trakove in sploščitve oblikovanja. Ko so čajni listi posušeni na 70 % do 80 %, se s praženjem takoj preneha. Celoten postopek traja 12–15 minut.

## Območja
V Šihu (Zahodno jezero) je pet vrhov. Po vrstnem redu zaželenosti so to Lev, Zmaj, Oblak, Tiger in Marelični cvet.
Ši Feng Longdžing: Vrsta Šihu Longdžinga iz proizvodne regije Ši Feng (Levji vrh). Svežega okusa, z ostrim in dolgotrajnim vonjem. Listi so rumenkasto zelene barve. Nekateri brezvestni pridelovalci čaja pretirano žgejo svoj čaj v ponvi, da bi posnemali njegovo barvo.
Oblačni vrh je vladno testno območje in čaj od tam običajno ni naprodaj na prostem trgu.
Tigrov izvir Longdžing: Ime je dobil po najboljšem vodnem viru v gorovju Tijun. Ta vrsta Šihu Longdžing ima čudovit okus tudi po večkratnih infuzijah.
Meidžjavu Longdžing: Vrsta Šihu Longdžing iz območja okoli vasi Medžjavu. Ta čaj je znan po svoji žadasto zeleni barvi.
Bai Longdžing: Ni pravi Longdžing, vendar je videti kot tak in se mu pogosto pripisuje Bai Pian. Prihaja iz Andžija v provinci DŽedžjang. Ustvarjen je bil v zgodnjih 1980-ih in je zeleni čaj iz vrste belih čajevcev, zato je zelo nenavaden; pravijo, da vsebuje več aminokislin kot navaden zeleni čaj.
Čiantang Longdžing: Ta čaj prihaja tik izven okrožja Šihu. Na splošno ni tako drag kot Šihu Longdžing.

## Zaščita zunaj Kitajske
龍井茶 / 龙井茶 / Longdžing ča je v Evropski uniji in Združenem kraljestvu zaščiten kot zaščitena označba porekla od leta 1998.